# Соловьёв, Сергей Александрович (кинорежиссёр)
Серге́й Алекса́ндрович Соловьёв (25 августа 1944, Кемь,  Карело-Финская ССР, СССР — 13 декабря 2021, Москва, Россия) — советский и российский кинорежиссёр, сценарист, кинопродюсер и театральный педагог; народный артист Российской Федерации (1993), лауреат Государственной премии СССР (1977) и премии Ленинского комсомола (1975).

## Биография
Сергей Соловьёв родился 25 августа 1944 года в городе Кемь Карело-Финской ССР в семье полковника НКВД (в органах с 1934 года). Его отец — Соловьёв Александр Дмитриевич (1905—1956) был начальником особого отдела НКВД одной из частей Карельского фронта. Мать — Нифонтова Калерия Сергеевна (1922—2001), участница Великой Отечественной войны, служащая.
До шести лет жил в Северной Корее, куда после Великой Отечественной войны направили его отца. В 1950-х годах семья переехала в Ленинград.
В 14 лет играл в спектакле «Дали неоглядные» по пьесе Н. Е. Вирты в Большом драматическом театре им. М. Горького (БДТ). На роль мальчика юного Серёжу пригласил Игорь Владимиров (работавший в то время режиссёром-стажёром в БДТ и поставивший спектакль совместно с режиссёром Р. А. Сиротой), встретив его случайно на Невском проспекте. Премьера состоялась 15 ноября 1958 года.
Вместе с одноклассником Львом Додиным занимался в Театре юношеского творчества (ТЮТ) при Ленинградском дворце пионеров под руководством Матвея Дубровина.
В 1960—1962 годах Сергей Соловьёв работал на Ленинградском телевидении в качестве рабочего.
Окончил режиссёрский факультет ВГИКа (мастерская М. Ромма и А. Столпера).
В 1969 году начал работать на «Мосфильме», дебютировав как режиссёр в том же году двумя новеллами по рассказам Чехова в киноальманахе «Семейное счастье».
На Высших курсах сценаристов и режиссёров с начала 1980-х годов читал лекции по кинорежиссуре, в 1982—1984 годах руководил мастерской детского фильма.
Член жюри Венецианского кинофестиваля в 1981 и 1987 годах.
Был членом коллегии Государственного комитета Российской Федерации по кинематографии.
В 1996 году был режиссёром тура предвыборной кампании Бориса Ельцина под названием «Голосуй, или проиграешь».
До последних дней жизни преподавал во ВГИКе на режиссёрском факультете, руководил режиссёрской и актёрской мастерскими, был профессором.
В 2002 году выступил инициатором создания международного фестиваля кинематографических дебютов «Дух огня» в Ханты-Мансийске и являлся его бессменным президентом.
С января 2019 года — руководитель «Театра-студии САС» в Москве.
Скончался 13 декабря 2021 года в Москве на 78-м году жизни от инфаркта. Отпевание прошло 16 декабря в церкви Иоанна Богослова на Бронной. Похоронен на Троекуровском кладбище рядом с родителями и сыном.

## Личная жизнь
Первая жена — Екатерина Васильева (род. 1945), актриса.
Вторая жена — Марианна Кушнерова (род. 1954), актриса, киновед. Сын Дмитрий (6 октября 1974 — 12 февраля 2018), актёр, продюсер. Снялся в главной роли в фильме отца «Нежный возраст».
Третья жена — Татьяна Друбич (род. 1960), актриса; зарегистрировали брак в 1983 году, в 1989 году развелись. Дочь Анна Друбич (род. 27 июня 1984), композитор, пианистка. Живёт в Лос-Анджелесе (США).

## Взгляды
О Крыме: «Мне очень трудно как-то даже представить, что вокруг этого идёт такая дикая распря, которая ещё бог весть чем кончится. Какие-то невероятные политические страсти. У меня другие страсти с этим местом связаны. Я очень любил там гостиницу “Украина”, рядом с которой росла чудесная жимолость, черемуховые кусты».
«Помню годы правления Бориса Николаевича как годы с неутверждённым сценарием. Был живой интерес к тому, чтобы смотреть телевизор, слушать радио. Это была история непридуманная, неформальная, неотредактированная. Всё это было по-человечески интересно. Самое главное, что это не носило такой характер, что за тебя уже всё решили. Будто ты вышел на водопой, и тебе говорят, что делать» — в интервью Ельцин-центру (2019).

## Творчество
- «Жить своей жизнью»

### Первая трилогия
В начале своей карьеры Сергей Соловьёв снял трилогию «Сто дней после детства» (1975) / «Спасатель» (1980) / «Наследница по прямой» (1982). Эти лирические фильмы повествуют о первой подростковой любви, в них звучит музыка Исаака Шварца.

### Вторая трилогия
Соловьёв создатель трилогии «Асса» (1987) / «Чёрная роза — эмблема печали, красная роза — эмблема любви» (1989) / «Дом под звёздным небом» (1991). В этих фильмах запечатлена атмосфера последних лет существования СССР. Фильм «Асса» 1987 года стал одним из ярких событий в культурной жизни СССР времён Перестройки и «культовым» для советского рок-движения благодаря использованию в звуковой дорожке композиций групп «Аквариум», «Кино», «Браво» и участию в фильме Виктора Цоя, исполнившего хит «Мы ждём перемен!» в финале фильма.

### Третья трилогия
Позже Сергей Соловьёв также объединил свои фильмы «Асса», «2-Асса-2» (2008) и «Анна Каренина» (2009) в трилогию. Фильм «2-Асса-2» стал продолжением ленты «Асса» и своеобразным полнометражным «трейлером» к «Анне Карениной», с которой связан по смыслу. «Анна Каренина», снимавшаяся довольно продолжительное время, существует в двух вариантах — как полнометражный кинофильм и пятисерийный телевизионный сериал. Сам режиссёр говорил, что два варианта «Анны Карениной» — это два разных фильма.

### Сотрудничество с актёрами
Сергей Соловьёв известен как режиссёр, у которого была своя актёрская «обойма». Целый ряд актёров снимался у него неоднократно. Музой режиссёра во многих фильмах, начиная с картины «Сто дней после детства», была Татьяна Друбич. Можно также отметить творческие отношения с Людмилой Савельевой, Светланой Тормаховой, Александром Башировым, Александром Абдуловым, Ильёй Ивановым, Александром Збруевым.

### Фильмография
| 1966 | Взгляните на лицо (документальный)                             |           | зелёная ✓ |           |           |                                                               |
| 1967 | Возвращение (короткометражный)                                 |           | зелёная ✓ |           |           |                                                               |
| 1969 | Семейное счастье (новеллы «От нечего делать» и «Предложение»)  | зелёная ✓ | зелёная ✓ |           |           |                                                               |
| 1971 | Егор Булычов и другие                                          | зелёная ✓ | зелёная ✓ |           |           |                                                               |
| 1972 | Станционный смотритель                                         | зелёная ✓ | зелёная ✓ |           |           |                                                               |
| 1975 | Сто дней после детства                                         | зелёная ✓ | зелёная ✓ |           |           |                                                               |
| 1976 | Мелодии белой ночи                                             | зелёная ✓ | зелёная ✓ |           |           |                                                               |
| 1980 | Спасатель                                                      | зелёная ✓ | зелёная ✓ |           |           |                                                               |
| 1982 | Наследница по прямой                                           | зелёная ✓ | зелёная ✓ |           |           |                                                               |
| 1982 | Избранные                                                      | зелёная ✓ | зелёная ✓ |           |           |                                                               |
| 1983 | Когда играли Баха (короткометражный)                           |           | зелёная ✓ |           |           |                                                               |
| 1986 | Чужая белая и рябой                                            | зелёная ✓ | зелёная ✓ |           |           |                                                               |
| 1987 | Асса                                                           | зелёная ✓ | зелёная ✓ |           | зелёная ✓ | один из зрителей в толпе на концерте Цоя (в титрах не указан) |
| 1988 | Чёрный монах                                                   |           | зелёная ✓ |           |           |                                                               |
| 1989 | Чёрная роза — эмблема печали, красная роза — эмблема любви     | зелёная ✓ | зелёная ✓ |           | зелёная ✓ | камео                                                         |
| 1989 | Дни человека                                                   |           | зелёная ✓ |           |           |                                                               |
| 1989 | Смиренное кладбище                                             |           |           |           | зелёная ✓ | эпизод                                                        |
| 1991 | Дом под звёздным небом                                         | зелёная ✓ | зелёная ✓ |           |           |                                                               |
| 1991 | Гений                                                          |           |           |           | зелёная ✓ | камео                                                         |
| 1993 | Тюремный романс                                                |           | зелёная ✓ |           |           |                                                               |
| 1993 | Вспоминая Чехова (не был завершён)                             |           |           |           | зелёная ✓ | эпизод                                                        |
| 1994 | Три сестры                                                     | зелёная ✓ | зелёная ✓ |           |           |                                                               |
| 1994 | Иван Тургенев. Метафизика любви (не был завершён)              | зелёная ✓ | зелёная ✓ |           |           |                                                               |
| 2000 | Нежный возраст                                                 | зелёная ✓ | зелёная ✓ |           | зелёная ✓ | камео                                                         |
| 2000 | Бременские музыканты & Co                                      |           | зелёная ✓ |           |           |                                                               |
| 2002 | Притяжение                                                     |           |           |           | зелёная ✓ | эпизод                                                        |
| 2003 | О любви                                                        | зелёная ✓ | зелёная ✓ | зелёная ✓ |           |                                                               |
| 2007 | 2-Асса-2                                                       | зелёная ✓ | зелёная ✓ | зелёная ✓ |           |                                                               |
| 2009 | Анна Каренина                                                  | зелёная ✓ | зелёная ✓ | зелёная ✓ |           |                                                               |
| 2010 | Одноклассники                                                  | зелёная ✓ | зелёная ✓ | зелёная ✓ |           |                                                               |
| 2016 | Ке-ды                                                          | зелёная ✓ | зелёная ✓ | зелёная ✓ |           |                                                               |
| 2019 | Ути-ути-ути (короткометражный)                                 | зелёная ✓ |           |           | зелёная ✓ | старый рыбак                                                  |
| 2019 | А кто не любит Генделя, тот получит пенделя (короткометражный) | зелёная ✓ |           |           |           |                                                               |

### Театральные постановки
- 1993 — Дядя Ваня (Малый театр)
- 1994 — Чайка (Театр «Содружество актёров Таганки»)

### Авторские программы на телевидении
- «SAS» (1990-е годы, РТР)
- «САС. Те, с которыми я…»[27] (2010—2021, «Культура»)

## Награды и звания
Государственные награды:
- Заслуженный деятель искусств РСФСР (31 декабря 1976) — за заслуги в области советского киноискусства[28]
- Народный артист Российской Федерации (16 декабря 1993) — за большие заслуги в области киноискусства[29]
- Благодарность президента Российской Федерации (11 июля 1996) — за активное участие в организации и проведении выборной кампании президента Российской Федерации в 1996 году[30]
- орден «За заслуги перед Отечеством» IV степени (21 декабря 2005) — за большой вклад в развитие отечественной культуры и искусства, многолетнюю творческую деятельность[31]
- Благодарность президента Российской Федерации (6 августа 2009) — за большой вклад в развитие отечественного кинематографического искусства и многолетнюю творческую деятельность[32]
- орден Дружбы (6 декабря 2019) — за большой вклад в развитие отечественной культуры и искусства, многолетнюю плодотворную деятельность[33]

Другие награды, премии, поощрения и общественное признание:
- 1972 — Станционный смотритель — Гран-при Венецианского фестиваля телевизионных фильмов[34]
- 1975 — Сто дней после детства — «Серебряный медведь» за лучшую режиссуру, Берлинский кинофестиваль[35]; Государственная премия СССР, Премия Ленинского комсомола[34]
- 1980 — Спасатель — Special Jury Citation, Венецианский кинофестиваль[35]
- 1986 — Чужая белая и рябой — Специальный приз жюри, Венецианский кинофестиваль[34][35]
- 1983 — Наследница по прямой — Золотая медаль, кинофестиваль детских фильмов в Салерно, Италия[34][35]
- 1987 — Асса — Специальный приз жюри на МКФ в Сан-Себастьяне
- 2009 — На Ереванском международном кинофестивале «Золотой абрикос» был удостоен специальной премии «мастер своего дела»
- 2016 — Приз за вклад в мировой кинематограф на ММКФ

## Память
Творчеству и памяти кинорежиссёра посвящены документальные фильмы и телепередачи:
- «Сергей Соловьёв. „В поисках натуры“» («Первый канал», 2009)[36]
- «Сергей Соловьёв. „АССА — пароль для своих“» («Первый канал», 2019)[37][38]